# عدسی دو دید

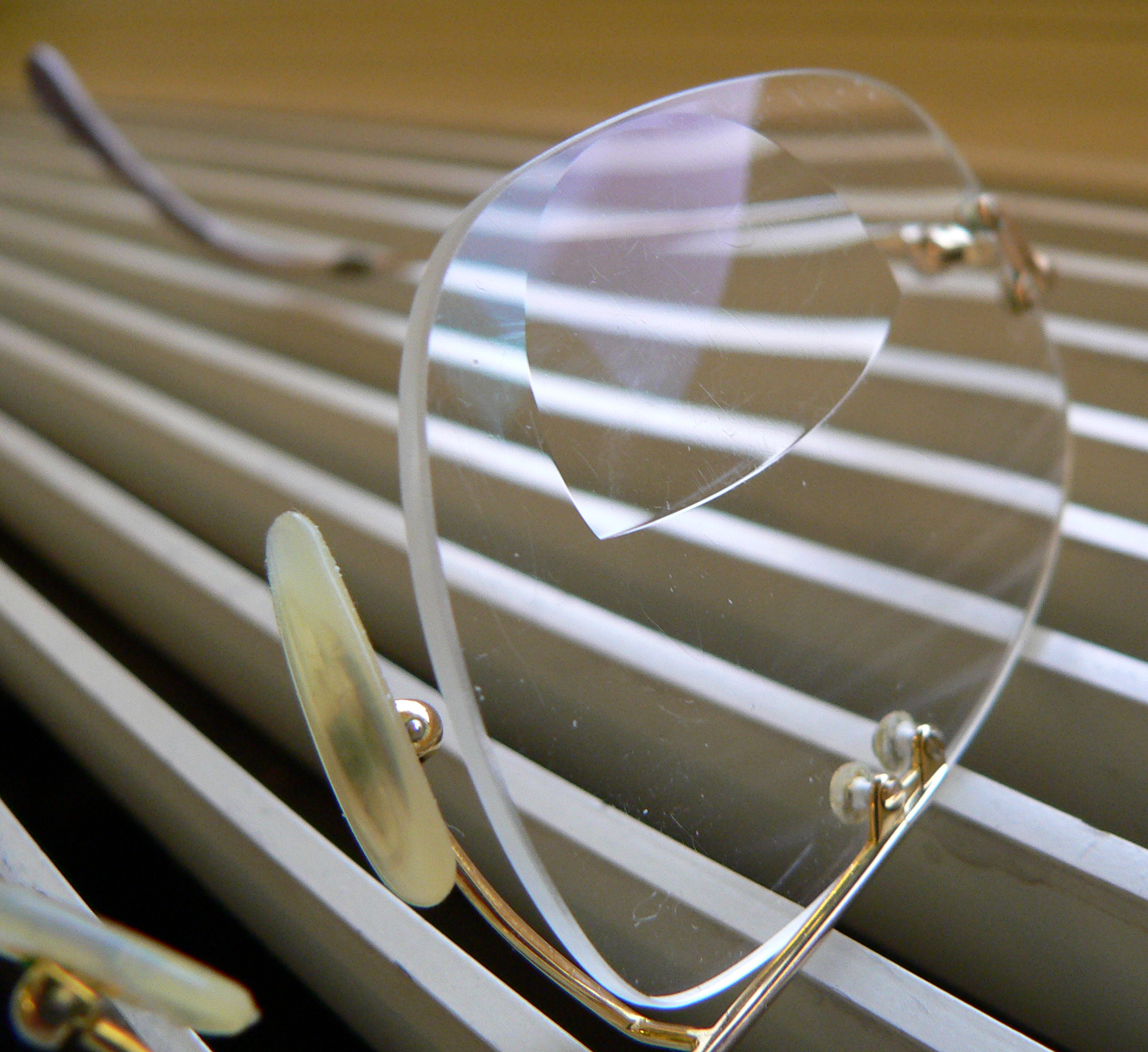
عدسی دودید سکه‌ای

عدسی دو دید یا دو کانونی (به انگلیسی: Bifocals) اصطلاحاً در چشم‌پزشکی، به نوعی عدسی عینک گفته می‌شود که از دو نمره متفاوت تشکیل شده است. این نوع عدسی مختص کسانی است که هم در دید دور خود مشکل دارند و هم در دید نزدیک، همچنین مایل نیستند از دو عینک استفاده نمایند. در عدسی دودید، از بخش فوقانی، جهت دید دور و از قطعهٔ پائین عدسی، برای دید نزدیک استفاده می‌شود.